# Djurgårdens IF HF
Djurgården Handboll (tidigare Djurgårdens IF HF) är handbollssektionen i idrottsföreningen Djurgårdens IF från Stockholm.

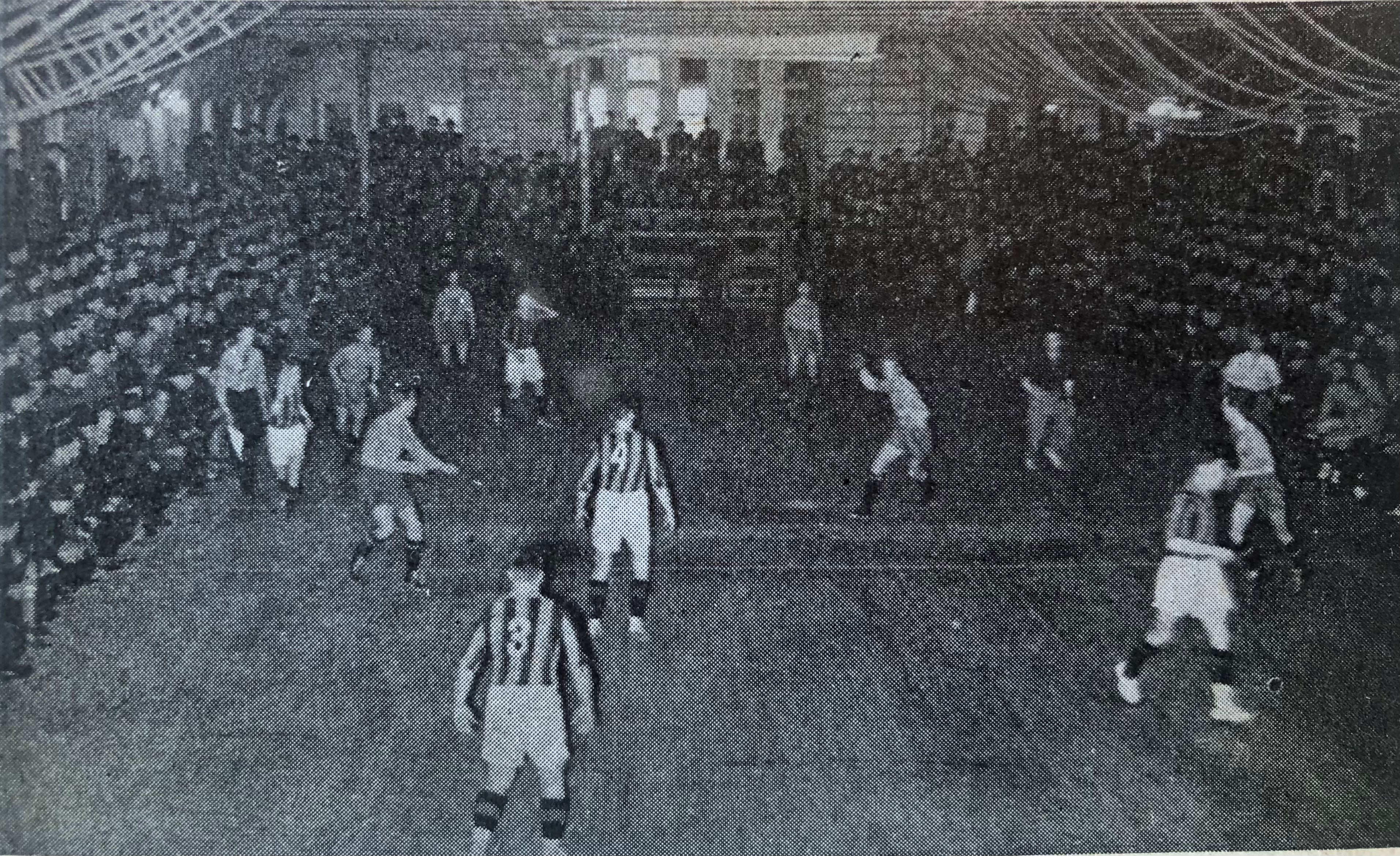
IFK Kristianstad - Djurgårdens IF, Allsvenskan 1939-12-10, Publikrekord 1655

## Historia
Sektionen bildades till säsongen 1934/1935 och startade då i Sveriges lägsta handbollsdivision. Till en början var laget framgångsrikt vilket ledde till en final i handbollens SM-slutspel 1938, där motståndarlaget Västerås IK till slut vann med 13-12. Finalen är i SM-sammanhang sektionens största framgång. Den högsta serien i handboll nåddes först till säsongen 1939/1940 där laget lyckades stanna i två säsonger. 12 december 1939 mötte laget IFK Kristianstad i en allsvensk match i Korridoren i Kristianstad. Hallens officiella publikkapacitet var 1300 åskådare, men i matchen sattes ett oslagbart publikrekord för hallen med 1655 åskådare.
På 1960-talet försökte Djurgården nå en plats i högstaserien utan att lyckas. Laget låg under en period nere men startades upp igen i början av 1990-talet. Efter säsongen 2001/2002, under vilken laget spelat i division 3, slogs det samman med BK Söder, som då precis gått upp i Elitserien. Djurgården kunde därmed återigen spela i högsta serien. Säsongen 2005/2006 slutade laget, efter stora ekonomiska problem, sist i serien och åkte ur. Efter detta avslutades samarbetet med BK Söder. 
Klubben finns uppdelad på två klubbar i maratontabellen, dels som Djurgårdens IF HF, dels som Djurgårdens IF Handboll detta då de inte är registrerade som samma förening i Svenska Handbollförbundet. 
Den 31 augusti 2013 informerade Djurgården genom hemsidan att man lägger ner A-laget på grund av för dåliga förutsättningar, men fortsätter med ungdomshandbollen. 2014 informerade Djurgården handboll att man startar om och flyttar ner till division 5 för herrlaget med sin hemmaplan i Engelbrektshallen på Östermalm.
Säsongen 2016/2017 spelar Djurgården handboll i division 2 norra. Sedan säsongen 2020/2021 är hemmaarenan Hjorthagshallen

## Profiler
- Harry Andersson
- Sven-Åke Armandt
- Torgny Björk
- Lars-Gunnar Björklund